# Brassens, Brel, Ferré - Trois voix pour chanter l'amour
 (janvier 2018).
Si vous disposez d'ouvrages ou d'articles de référence ou si vous connaissez des sites web de qualité traitant du thème abordé ici, merci de compléter l'article en donnant les références utiles à sa vérifiabilité et en les liant à la section « Notes et références ».
Brassens, Brel, Ferré - Trois voix pour chanter l'amour est un ouvrage consacré aux chanteurs Georges Brassens, Jacques Brel et Léo Ferré, et plus précisément à l'évocation de l'amour dans leurs textes. Le livre est écrit par Michel Jean Cuny et Françoise Petitdemange.